# San Lorenzo (kommun i Colombia, Nariño, lat 1,56, long -77,25)
San Lorenzo är en kommun i Colombia.   Den ligger i departementet Nariño, i den sydvästra delen av landet, 500 km sydväst om huvudstaden Bogotá. Antalet invånare är 18 398. Arean är 249 kvadratkilometer.
Terrängen i San Lorenzo är bergig åt sydost, men åt nordväst är den kuperad.